# 古事記異聞シリーズ
『古事記異聞シリーズ』（こじきいぶんシリーズ）は、高田崇史による日本の歴史ミステリのシリーズ。2018年6月から、講談社ノベルスより刊行中。既刊4巻。

## あらすじ
2008年、就職活動に失敗した「日枝山王大学」の学生・橘樹雅は、かねてより興味のあった民俗学を学ぶため大学院への進学を決める。しかし、教室の担当教授・水野史比古が「サバティカル・イヤー」で大学を休暇することになり、苦手な准教授・御子神伶二の下に付いて研究することになる。研究テーマを「縁結び」という少々不純な動機から『出雲』に決めた雅だったが、御子神には理解が全く足りていないと酷評され、本質を知るために出雲に縁のある土地を巡ることになる。

## シリーズ作品
（講談社ノベルス / 講談社文庫）
1. 古事記異聞 鬼棲む国、出雲（2018年6月8日、ISBN 978-4-06-299121-6 / 2021年1月15日、ISBN 978-4-06-521913-3）
2. 古事記異聞 オロチの郷、奥出雲（2018年10月5日、ISBN 978-4-06-512929-6 / 2021年5月14日、ISBN 978-4-06-522833-3）
3. 古事記異聞 京の怨霊、元出雲（2020年7月8日、ISBN 978-4-06-518940-5 / 2021年9月15日、ISBN 978-4-06-524458-6）
4. 古事記異聞 鬼統べる国、大和出雲（2020年11月6日、ISBN 978-4-06-520845-8 / 2022年5月13日、ISBN 978-4-06-527543-6）
5. 古事記異聞 陽昇る国、伊勢（2022年11月30日、ISBN 978-4-06-529515-1 / 2024年11月15日、ISBN 978-4-06-536961-6）

## 主要登場人物
橘樹 雅（たちばな みやび）
主人公。東京都千代田区麹町の「日枝山王大学」民俗学研究室に所属する大学院生。1985年9月生まれ（乙女座）の22歳。血液型B型。自覚はないが楽天主義者。大学生時代は、日本史と民俗学で「優」を取っている。一人でワインボトル1本半を空ける酒豪。
大学1年から2年への進級祝いとして友人と行った大津旅行の時、石山寺で出会った桑原崇から木曾義仲にまつわる話を聞いたことや、日枝山大の民俗学教室にとても素晴らしい教授がいると教えられたことがきっかけで民俗学に興味を持つ。地道な論証を積み上げていくのを苦手としているが、千鶴子には素直で発想力があるので研究者に向いており、自覚のないままに周りの人を助ける運命にあると評される。
就職活動に失敗し、水野の講義を聞いて民俗学に興味を持っていたため、親に了承を取って大学院に進学するが、肝心の水野がサバティカル・イヤーで大学を離れたので苦手な御子神の下につくことになる。エリートサラリーマンとの恋愛に未練があったため、「縁結び」の地である「出雲」についてを研究テーマに決めるが、出雲をほとんど理解できていないことを御子神に指摘される。そこでフィールド・ワークのために、旅行会社で働く母の友人の伝手で実際に島根を皮切りに日本各地へ足を運ぶが、行く先々でややこしい事件に巻き込まれていく。
御子神 伶二（みこがみ れいじ）
「日枝山王大学」民俗学研究室の准教授。話をしたことのない女子学生からはイケメン准教授と言われているが、非常に無愛想で人間的に問題がある。陰では「冷酷の冷二」と呼ばれているが、本人は一向に気にしていない。
水野が「サバティカル・イヤー」で大学を離れている間の研究室を任されており、ほとんど一日中研究室にいる。水野がなぜあっさり雅の入室を許可したのか疑問に思いつつも、旅先から電話で質問してくる彼女に適宜助言を与える。
波木 祥子（なみき しょうこ）
「日枝山王大学」民俗学研究室所属の大学院生で、雅の先輩。
研究室に籠って資料を読んでいることがほとんどで、神社などの名前の分野に非常に詳しい。雅がたまゆらを目撃した際には悪影響はないと告げる。
水野 史比古（みずの ふみひこ）
「日枝山王大学」の民俗学教授。還暦少し前の小太りな男性で、黒縁眼鏡をかけ、訥々とした口調で話す。2月7日生まれ。家紋は亀甲内沢瀉。
現在は「サバティカル・イヤー」で1年間の長期休暇を取り、単身でネパールやインドをまわっている。
学生試験の出題方法が独特で、採点は60点・70点・80点の3種類で評価している。
藤平 徹（ふじひら とおる）
島根県警捜査一課の警部。4年前に『出雲国風土記』に関する水野の講演を聞いたことがあり、奇怪な殺人事件の渦中で知り合った雅に事件についての参考意見を求めた。
金澤 千鶴子（かなざわ ちづこ）
日枝山王大学民俗学研究室のOG。色白でショートカット、キリッとした大きな瞳の美人。昭和41年9月14日生まれ。御子神の1歳下だが、外見は若々しく20代ほどに見える。神の時空シリーズに登場する京都府警捜査一課の瀨口義孝警部補とは幼馴染み。
20年ほど前に御子神と大喧嘩して水野研究室を離れ、現在は生まれ育った京都に戻って仕事をしている。以前は大嘗祭についての研究をしていたが、今は特に研究活動はしていない。上京区で出雲寺を探していた雅に道を聞かれたのが縁で、出雲郷から賀茂御祖神社一帯を巡るうちに親しくなり、彼女の真摯な生き方に感化されて再び研究を始める決意をする。

## 関連事項
- QEDシリーズ・神の時空シリーズ

上述の通り、主人公の雅が民俗学に興味を持ったきっかけは、QEDの主人公・桑原崇と出会ったことである。また、前年に神の時空の怪事件が起こったと作中で明言されている。